# Атаевка (Уфа)
Атаевка (баш. Атаевка) — деревня в составе городского округа город Уфа, находящаяся в Искинском сельсовете, подчинённом Кировскому району городского округа город Уфа.

## Расположение
Расположена примерно в 27 км к югу от Уфы и в 3 км к югу от станции Уршак. Рядом расположены озёра Малый Улукуль и Атаевское.

## Население

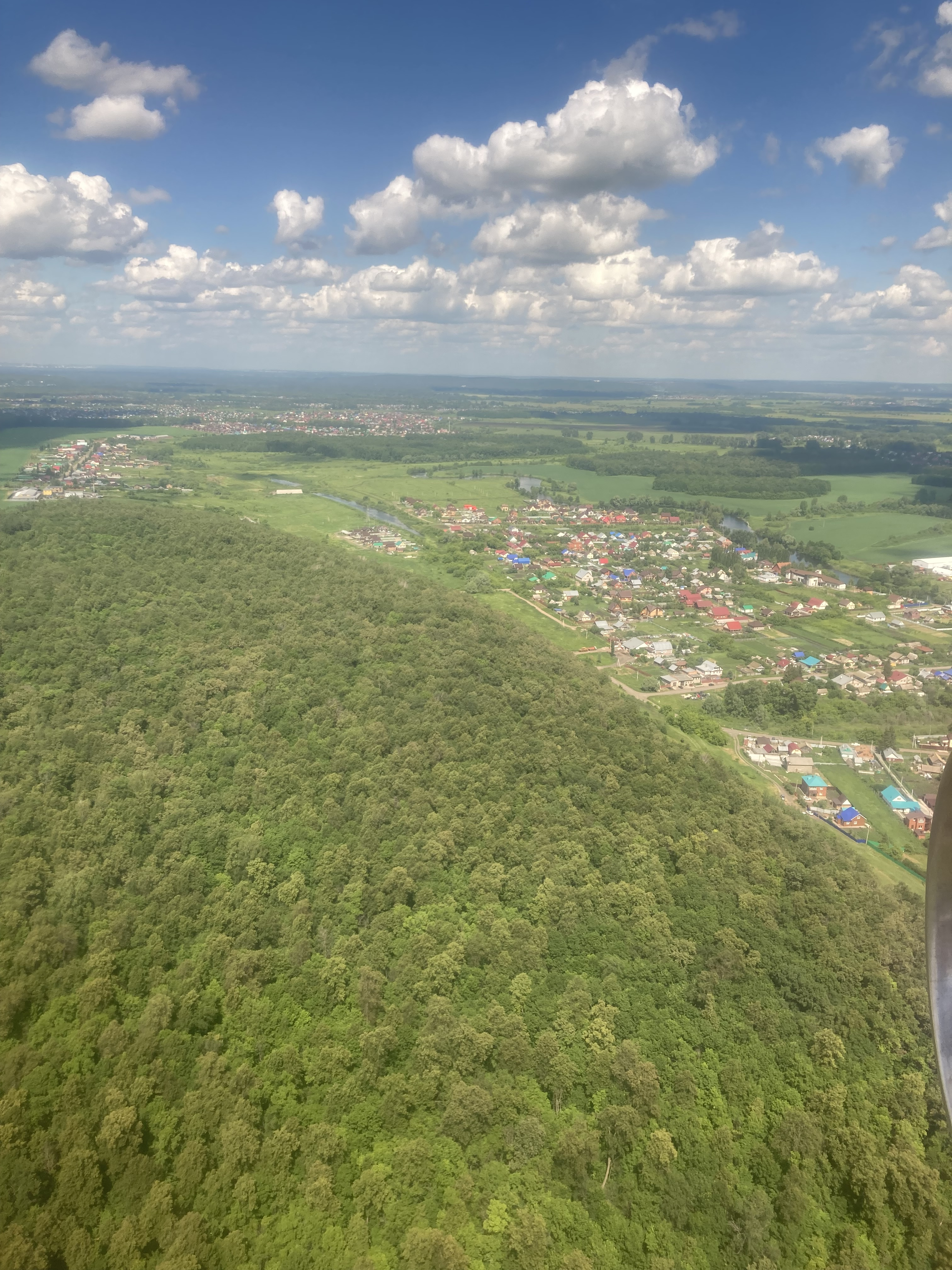
Деревни Уфы (слева направо): Локотки, Атаевка, Королево, Искино. оз. Большой Улукуль. На переднем фоне Урочище Дубрава.

| Год     | 1865 | 1906 | 1920 | 1939 | 2002 |
| ------- | ---- | ---- | ---- | ---- | ---- |
| Жителей | 26   | 16   | 81   | 92   | 70   |

## История
Деревня основана в 1777 году мелкопоместными дворянами Атаевыми. В 1865 году числилась под названием Алексеевка (Атаево). Ещё одно название деревни Королёвка.
С 6 февраля 1992 года включена в состав Булгаковского сельсовета Уфимского района Включена в составе Искинского сельсовета в административные границы Уфы 17 апреля 1992 г. постановлением Совета Министров Республики Башкортостан о№ 100 «О передаче хозяйств Уфимского района в административные границы г. Уфы, предоставлении земель для коллективного садоводства и индивидуального жилищного строительства» (в ред. от 19.10.1992 № 347).

## Улицы
- Атаевская ул.;
- Новая Атаевская ул.
- Атаевская 1-я ул.;
- Атаевская 2-я ул.;
- Атаевская 3-я ул.;
- Атаевская 4-я ул.;
- Дорожная ул.;
- Альпийская ул.;

## Религия
В деревне есть мечеть Ихсан.